# Kreuzstetten
Kreuzstetten ist eine Marktgemeinde mit 1696 Einwohnern (Stand 1. Jänner 2025) im Bezirk Mistelbach in Niederösterreich.

## Geografie
Kreuzstetten liegt im Weinviertel am nördlichen Rand des Kreuttals. Durch das Gemeindegebiet fließt der Hautzendorfer Bach, welcher östlich von Unterolberndorf in den Rußbach mündet.
Die Fläche der Marktgemeinde umfasst 24,33 Quadratkilometer. Davon sind 72 Prozent landwirtschaftliche Nutzfläche, 17 Prozent der Fläche sind bewaldet.

### Gemeindegliederung
Das Gemeindegebiet umfasst folgende drei Ortschaften (in Klammern Einwohnerzahl Stand 1. Jänner 2025):
- Niederkreuzstetten (960) mit Neubau-Kreuzstetten
- Oberkreuzstetten (463)
- Streifing (273)

Die Gemeinde besteht aus den Katastralgemeinden Niederkreuzstetten, Oberkreuzstetten und Streifing.
Die Ortsteile Niederkreuzstetten und Oberkreuzstetten sind als Angerdörfer angelegt, Niederkreuzstetten mit straßendorfartigen Erweiterungen. Der Ortsteil Streifing ist ein locker verbautes Haufendorf.
Kreuzstetten ist eine der neun Mitgliedsgemeinden der Region um Wolkersdorf, einer Kleinregion rund um die Stadt Wolkersdorf im Weinviertel.

### Nachbargemeinden
|             | Ladendorf                                   |             |
| Großrußbach | Kompassrose, die auf Nachbargemeinden zeigt | Gaweinstal  |
|             | Ulrichskirchen-Schleinbach                  | Hochleithen |

## Geschichte
Kreuzstetten war bereits in der Jungsteinzeit besiedelt. Auf dem Steinberg fand man ein Hockergrab aus der Bronzezeit.
Der Ortsname leitet sich vom slawischen Personennamen „Grizan“ her. In Urkunden des 12. und 13. Jahrhunderts finden sich verschiedene Schreibweisen, wie Grizzensteten (ca. 1155/58), de Grizansteten (um 1200), Greitschensteten (1208) und in inferiori Greitschensteten (1208).
Bis zum Ende der Revolution von 1848/1849 war Kreuzstetten Teil der Grundherrschaft Kreuzstetten, zuletzt im Besitz des Adelsgeschlechts Hoyos. Die Markterhebung erfolgte im Jahr 1846, Markttage sind der 20. Jänner, der 13. Juli und der Kirchweihmontag.
In der ersten Hälfte des 20. Jahrhunderts entwickelte sich Kreuzstetten zu einer Sommerfrische.
In den letzten Tagen des Zweiten Weltkriegs, am 17. April 1945, fanden in Niederkreuzstetten Kämpfe zwischen Truppen der Wehrmacht und der Roten Armee statt, wobei fünf Gebäude, darunter die Volksschule, durch Brand zerstört wurden. Dabei wurden auch sechs Zivilisten getötet und drei Brücken gesprengt. In Oberkreuzstetten kamen drei Zivilpersonen ums Leben.
Seit 1965 besteht die Marktgemeinde Kreuzstetten, die aus den Katastralgemeinden Niederkreuzstetten, Oberkreuzstetten und Streifing gebildet wurde.
Am 25. Jänner 2007 feierte die Pfarre St. Jakob in Niederkreuzstetten ihr 800-jähriges Bestehen.

### Einwohnerentwicklung
| Kreuzstetten: Einwohnerzahlen von 1869 bis 2025     | Kreuzstetten: Einwohnerzahlen von 1869 bis 2025 | Kreuzstetten: Einwohnerzahlen von 1869 bis 2025 | Kreuzstetten: Einwohnerzahlen von 1869 bis 2025 | Kreuzstetten: Einwohnerzahlen von 1869 bis 2025 |
| --------------------------------------------------- | ----------------------------------------------- | ----------------------------------------------- | ----------------------------------------------- | ----------------------------------------------- |
| Jahr                                                |                                                 |                                                 |                                                 | Einwohner                                       |
| 1869                                                | 1869                                            |                                                 | 1.325                                           | 1.325                                           |
| 1880                                                | 1880                                            |                                                 | 1.336                                           | 1.336                                           |
| 1890                                                | 1890                                            |                                                 | 1.404                                           | 1.404                                           |
| 1900                                                | 1900                                            |                                                 | 1.480                                           | 1.480                                           |
| 1910                                                | 1910                                            |                                                 | 1.564                                           | 1.564                                           |
| 1923                                                | 1923                                            |                                                 | 1.583                                           | 1.583                                           |
| 1934                                                | 1934                                            |                                                 | 1.511                                           | 1.511                                           |
| 1939                                                | 1939                                            |                                                 | 1.441                                           | 1.441                                           |
| 1951                                                | 1951                                            |                                                 | 1.421                                           | 1.421                                           |
| 1961                                                | 1961                                            |                                                 | 1.269                                           | 1.269                                           |
| 1971                                                | 1971                                            |                                                 | 1.203                                           | 1.203                                           |
| 1981                                                | 1981                                            |                                                 | 1.159                                           | 1.159                                           |
| 1991                                                | 1991                                            |                                                 | 1.353                                           | 1.353                                           |
| 2001                                                | 2001                                            |                                                 | 1.499                                           | 1.499                                           |
| 2011                                                | 2011                                            |                                                 | 1.511                                           | 1.511                                           |
| 2021                                                | 2021                                            |                                                 | 1.654                                           | 1.654                                           |
| 2025                                                | 2025                                            |                                                 | 1.696                                           | 1.696                                           |
| Quelle(n): Statistik Austria, Gebietsstand 1.1.2021 |                                                 |                                                 |                                                 |                                                 |

## Kultur und Sehenswürdigkeiten
Niederkreuzstetten

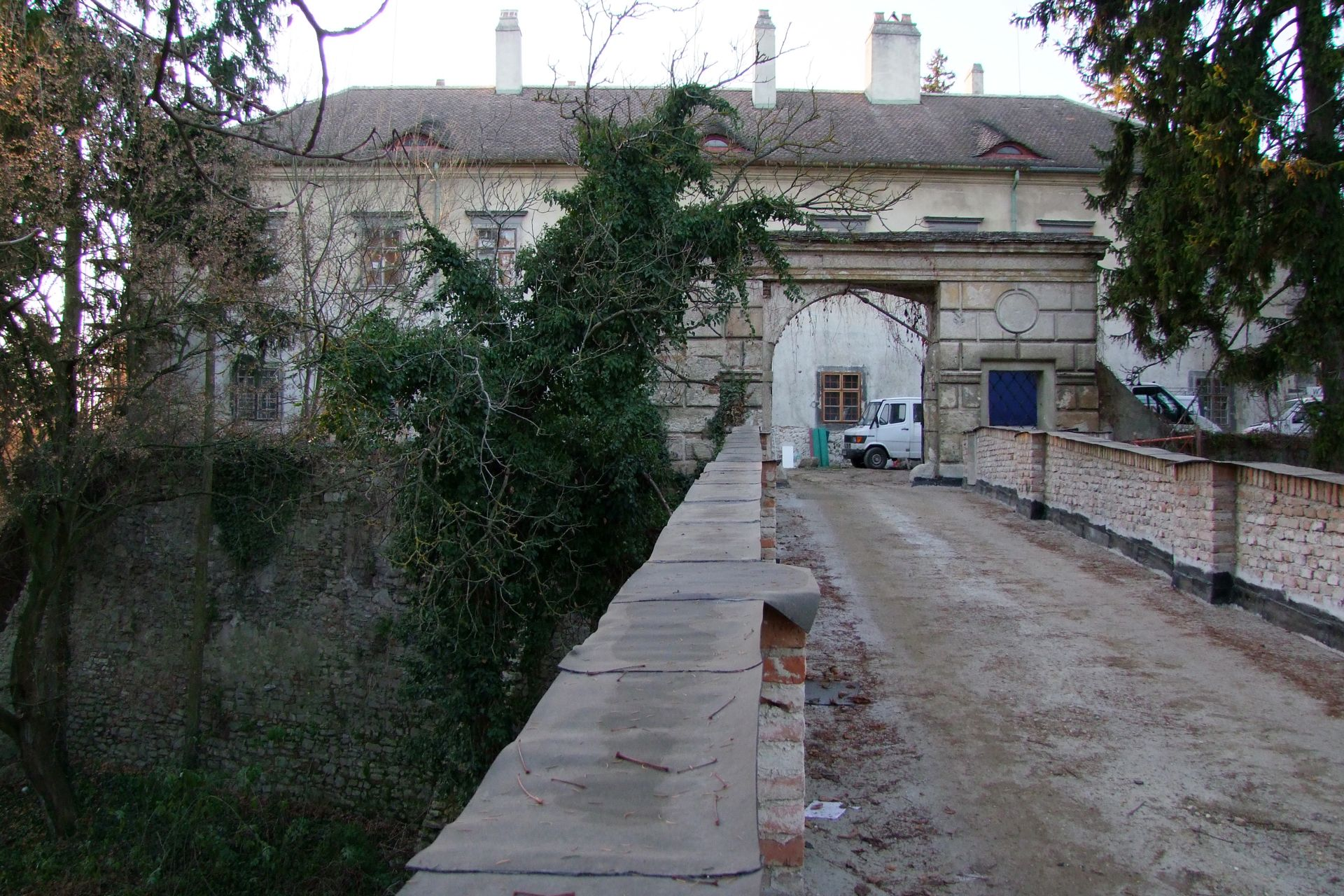
Schloss Niederkreuzstetten

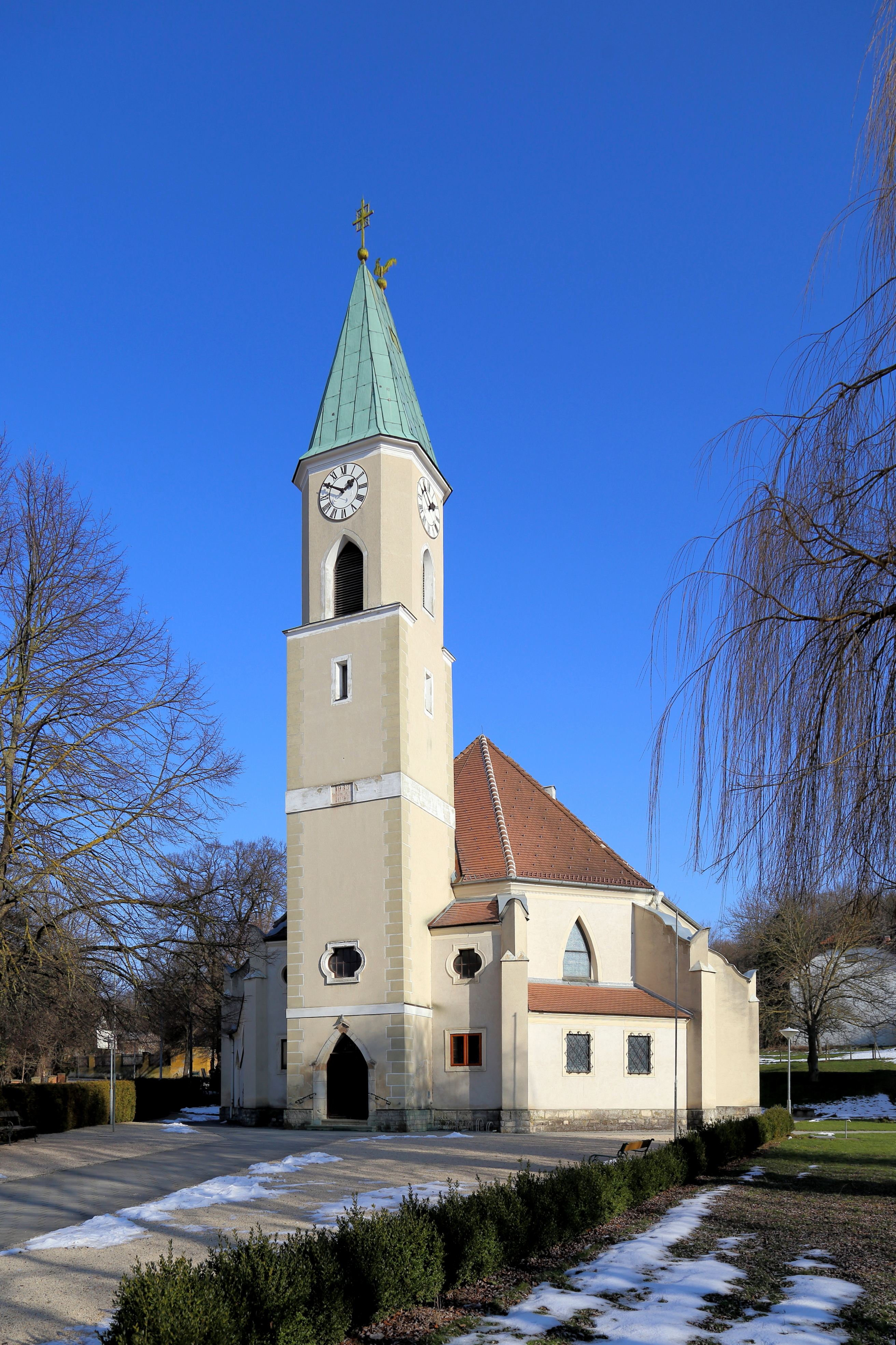
Pfarrkirche Niederkreuzstetten

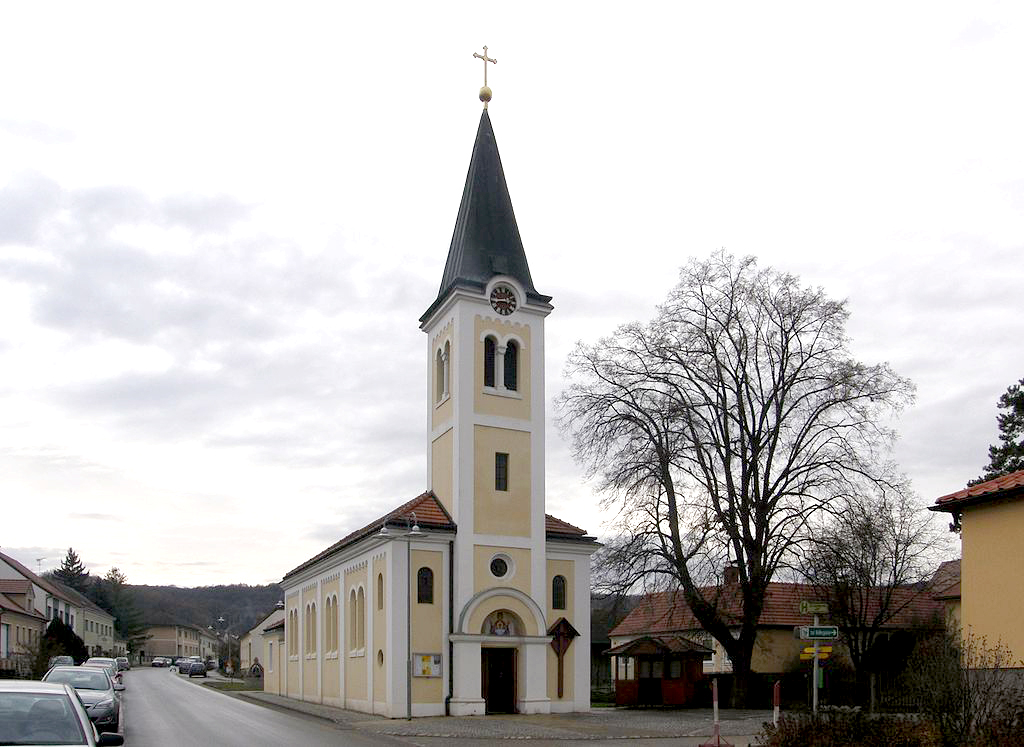
Pfarrkirche Oberkreuzstetten

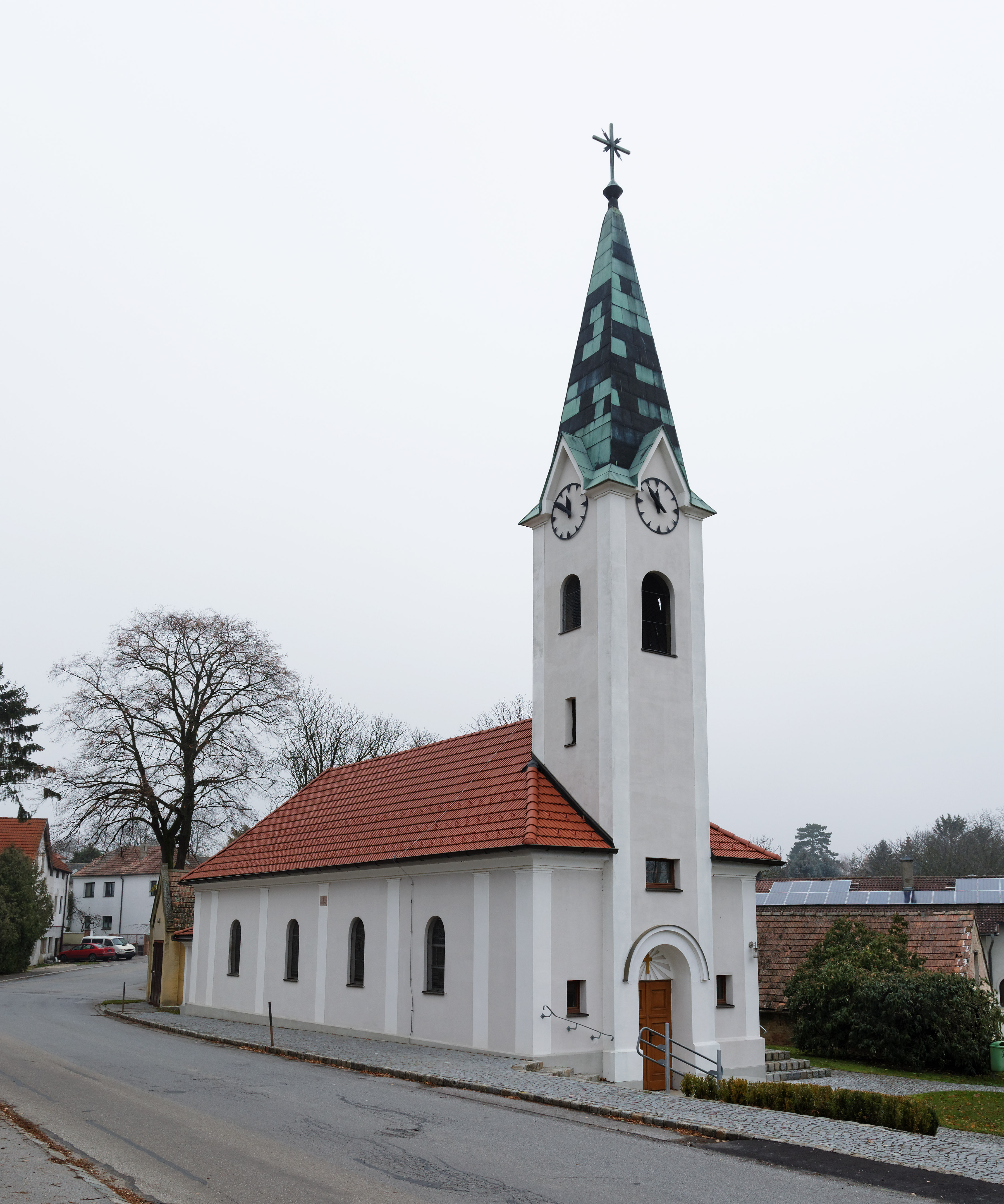
Filialkirche Streifing

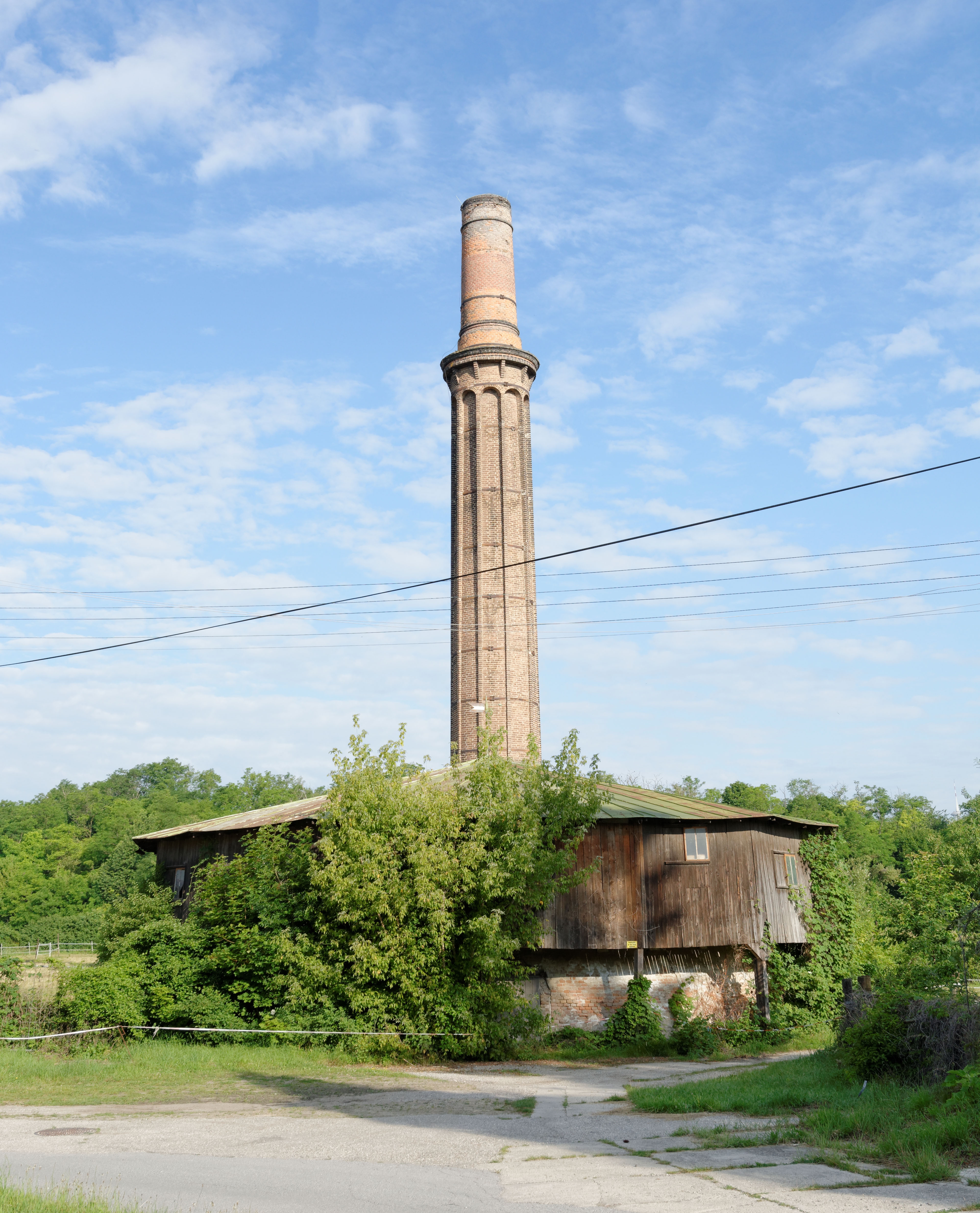
Ziegelofen Neubau-Kreuzstetten

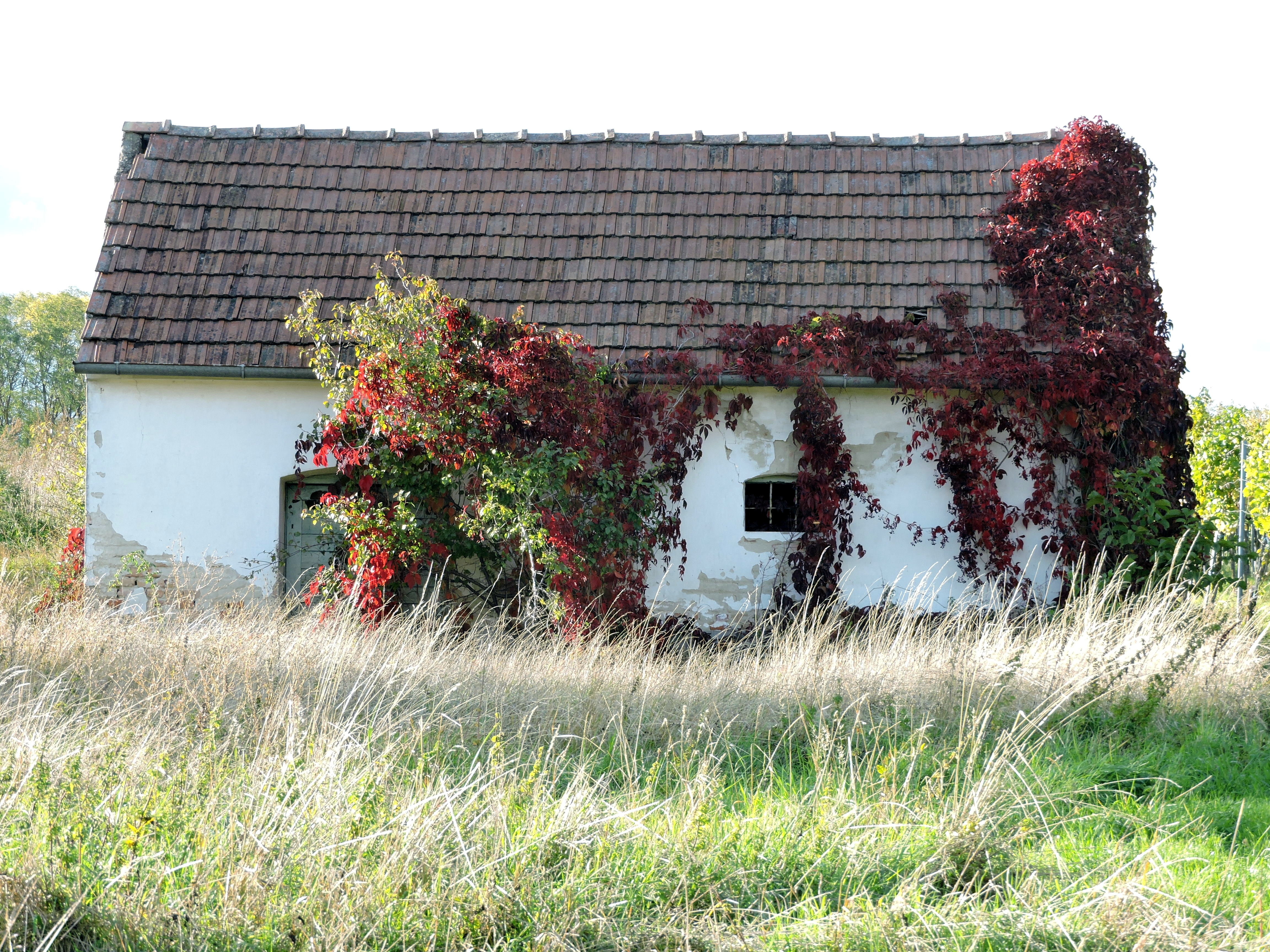
Kellergasse Lüßweg

- Schloss Niederkreuzstetten: Das von einem Park umgebene Schloss[6] wurde als Burg urkundlich erstmals 1265 erwähnt. Sein heute ältester Bauteil, der Westflügel, stammt aus dem 16. Jahrhundert.
- Schüttkasten des Schlosses
- Katholische Pfarrkirche Niederkreuzstetten hl. Jakobus der Ältere

Neubau-Kreuzstetten
- Bahnhofsgebäude
- Ziegelofen Neubau-Kreuzstetten
- Katholische Filialkirche Neubau-Kreuzstetten hl. Martin

Oberkreuzstetten
- Katholische Pfarrkirche Oberkreuzstetten Mariä Heimsuchung
- Pfarrhof
- Ringwallanlage Ochsenberg

Streifing
- Katholische Filialkirche Streifing hl. Barbara
- Figur hl. Felix an der südlichen Ortsausfahrt

## Wirtschaft und Infrastruktur
Nichtlandwirtschaftliche Arbeitsstätten gab es im Jahr 2001 47, land- und forstwirtschaftliche Betriebe nach der Erhebung 1999 51. Die Zahl der Erwerbstätigen am Wohnort betrug nach der Volkszählung 2001 661. Die Erwerbsquote lag 2001 bei 45,36 Prozent.

### Verkehr
- Bahn: Im Ortsteil Neubau gibt es einen Bahnhof der Laaer Ostbahn mit einem denkmalgeschützten Aufnahmsgebäude.

### Sicherheit
- In der Gemeinde befinden sich die drei Freiwilligen Feuerwehren: in Niederkreuzstetten, Oberkreuzstetten und Streifing.

### Bildung
Das Gebäude der Volksschule in Kreuzstetten wurde 1969 eröffnet und von 2018 bis 2019 umgebaut.

## Politik

### Gemeinderat
| Der Gemeinderat hat 19 Mitglieder (ab 1975). - Mit den Gemeinderatswahlen in Niederösterreich 1965 hatte der Gemeinderat folgende Verteilung: 11 ÖVP, 6 SPÖ - Mit der wegen der Zusammenlegung mit Streifing vorverlegten Gemeinderatswahl 1969 hatte der Gemeinderat folgende Verteilung: 10 ÖVP, 7 SPÖ - Mit den Gemeinderatswahlen in Niederösterreich 1975 hatte der Gemeinderat folgende Verteilung: 12 ÖVP, 7 SPÖ - Mit den Gemeinderatswahlen in Niederösterreich 1980 hatte der Gemeinderat folgende Verteilung: 13 ÖVP, 5 SPÖ und 1 FPÖ. - Mit den Gemeinderatswahlen in Niederösterreich 1985 hatte der Gemeinderat folgende Verteilung: 14 ÖVP, 5 SPÖ. - Mit den Gemeinderatswahlen in Niederösterreich 1990 hatte der Gemeinderat folgende Verteilung: 13 ÖVP, 5 SPÖ und 1 FPÖ. - Mit den Gemeinderatswahlen in Niederösterreich 1995 hatte der Gemeinderat folgende Verteilung: 12 ÖVP, 4 SPÖ, 2 Grüne und 1 FPÖ. - Mit den Gemeinderatswahlen in Niederösterreich 2000 hatte der Gemeinderat folgende Verteilung: 13 ÖVP, 4 SPÖ, 1 Grüne und 1 FPÖ. - Mit den Gemeinderatswahlen in Niederösterreich 2005 hatte der Gemeinderat folgende Verteilung: 12 ÖVP und 7 SPÖ. - Mit den Gemeinderatswahlen in Niederösterreich 2010 hatte der Gemeinderat folgende Verteilung: 12 ÖVP, 5 SPÖ und 2 FPÖ. - Mit den Gemeinderatswahlen in Niederösterreich 2015 hatte der Gemeinderat folgende Verteilung: 7 SPÖ, 7 ÖVP, 3 Grüne und 2 FPÖ. - Mit den Gemeinderatswahlen in Niederösterreich 2020 hat der Gemeinderat folgende Verteilung: 12 SPÖ, 6 ÖVP und 1 Grüne. | Die zur Anzeige dieser Grafik verwendete Erweiterung wurde dauerhaft deaktiviert. Wir arbeiten aktuell daran, diese und weitere betroffene Grafiken auf ein neues Format umzustellen. (Mehr dazu) |

### Bürgermeister
- 1966–1988 Franz Strobl (ÖVP)[9]
- 1988–2007 Ernst Schiller (ÖVP)[18]
- 2007–2015 Franz Strobl (ÖVP)
- 2015–2024 Adolf Viktorik (SPÖ)[19]
- seit 2024 Peter Ullmann (SPÖ)[20]

### Wappen
Der Gemeinde wurde 1957 folgendes Wappen verliehen:
Blasonierung: Von Rot und Blau geteilt, oben ein wachsendes silbernes Einhorn, unten belegt mit vier goldenen Lilien, drei zu eins gestellt.
Die Farben des Wappens entsprechen den Farben des Hauses Liechtenstein, die Besitzungen in Kreuzstetten hatten. Die Lilien weisen auf die Verbindung mit dem Stift Lilienfeld hin. Das Einhorn stammt aus dem Wappen des Heinrich von Liebenberg, der neben Wernhard Struno ein Mitbegründer der Pfarre war.

### Partnerschaft
Partnergemeinde von Kreuzstetten ist Monostorapáti im Komitat Veszprém.

## Persönlichkeiten
- Carl Hofbauer (1855–1916), Gründer der Confiserie Hofbauer
- Anna Kiesenhofer (* 1991), Radrennfahrerin, Olympiasiegerin im Straßenrennen der Frauen bei den Olympischen Spielen 2020